# Schots café

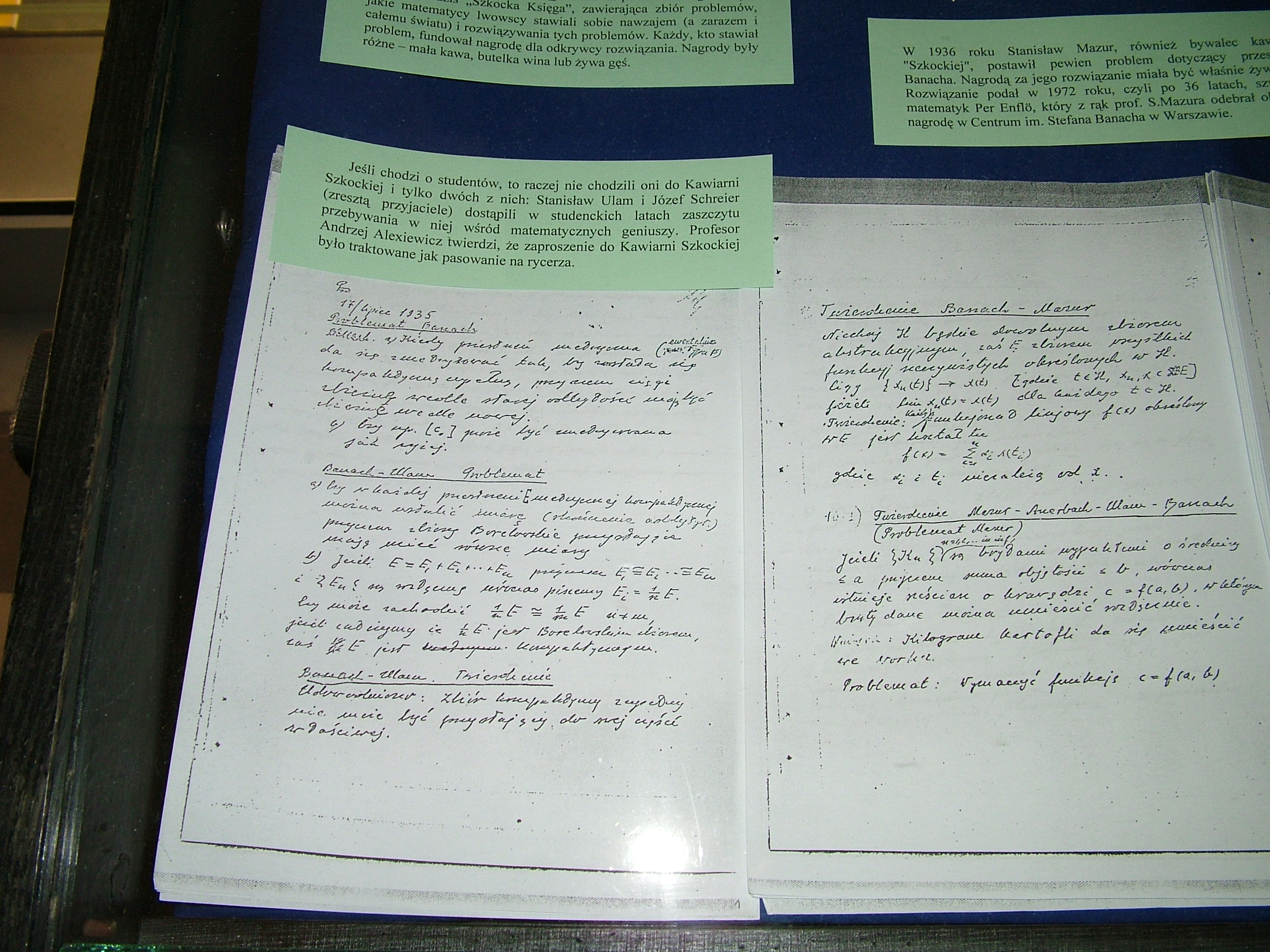
Deel van het Schotse aantekenboek met notities van Stefan Banach en Stanislaw Ulam.

Het Schots café (Pools:Kawiarnia Szkocka; Oekraïens:Шотла́ндська кав'я́рня, Russisch:Шотла́ндское кафе) was het café in Lwów (nu Lviv), waar in de jaren twintig en dertig van de twintigste eeuw, Poolse wiskundigen, die deel uitmaakten van de wiskundige school van Lwów elkaar 's middags ontmoetten om daar wiskundige problemen te bediscussiëren.
Stanislaw Ulam vertelt dat de tafels van het Schots café een marmeren tafelblad hadden, waardoor de wiskundigen er tijdens hun discussies met potlood op konden schrijven. Om te voorkomen dat de resultaten verloren gingen, voorzag de echtgenote van Stefan Banach de wiskundigen van een groot notitieboek, dat vervolgens werd gebruikt om de wiskundige problemen en antwoorden in op te schrijven. Dit notitieboek werd uiteindelijk bekend als het Schotse notitieboek. Het boek - een collectie van zowel opgeloste, niet opgeloste als zelfs bewijsbaar onoplosbare problemen - kon door alle bezoekers van het café worden geleend. Het oplossen van een van de wiskundige problemen in het boek werd beloond met ludieke prijzen, bijvoorbeeld een levende gans.
Het café bevindt zich nu op Taras Shevchenko Prospekt, nummer 27.